# Leslie Rutledge
Leslie Rutledge, née le 9 juin 1976 à Batesville (Arkansas), est une avocate et femme politique américaine, lieutenante-gouverneure de l'Arkansas depuis le 10 janvier 2023. Membre du Parti républicain, elle est auparavant procureure générale de l'État de 2015 à 2023.

## Biographie

### Jeunesse
Rutledge, née à Batesville, est diplômée de Southside High School, l'université de l'Arkansas à Fayetteville et de l'École de Droit William H. Bowen de l'université de l'Arkansas à Little Rock. Elle a commencé sa carrière juridique en tant qu'assistante de Josephine Hart, alors juge de la cour d'appel de l'Arkansas, qui est désormais associée de justice de la Cour suprême de l'Arkansas. Elle a été nommée sous-conseillère pour le Gouverneur de l'Arkansas Mike Huckabee et a plus tard servi comme conseillère juridique pour la campagne présidentielle de Mike Huckabee. Elle a servi comme adjointe au Procureur du comté de Lonoke puis comme Procureure de l'État de l'Arkansas, à la Division des enfants et de la famille. Elle a également servi comme conseillère adjointe au Comité national républicain du Congrès, avant de rejoindre le Comité national républicain à titre de conseillère. Avant son élection en tant que Procureure générale, elle a pratiqué le droit à la Rutledge Entreprise, PLLC. qu'elle a fondé[réf. souhaitée].

### Procureure générale de l'Arkansas
Rutledge a été candidate à l'investiture du Parti républicain pour le poste de Procureur général de l'Arkansas lors des élections de 2014. Elle a été confrontée à ses collègues avocats Patricia Nation et David Sterling. Rutledge a obtenu le plus de votes lors de l'élection primaire, mais n'a pas atteint les 50 % des voix. Pour le second tour, elle affronte Sterling, arrivé à la deuxième place. Nation apporte son soutien à Rutledge qui bat Sterling.
En septembre 2014, Larry Crane le greffier du comté de Pulaski retire Rutledge de la liste des électeurs du comté quand il découvre que Rutledge s'est inscrite pour voter à Washington D.C.. Elle se réinscrit dans le comté de Pulaski.
Rutledge remporte l'élection générale face au candidat démocrate Nate Steel, un membre de la Chambre des représentants de l'Arkansas. Elle est la première républicaine et la première femme élue Procureure générale de l'Arkansas[réf. souhaitée].
En 2016, Rutledge a déclaré qu'elle allait faire appel d'une décision validant les ordonnances anti-discrimination LGBT adoptées à Fayetteville, car elles seraient en opposition à une loi de l'État interdisant de telles ordonnances,.

### Lieutenante-gouverneure de l'Arkansas
En juillet 2020, elle annonce sa candidature au poste de gouverneur de l'Arkansas pour l'élection de 2022. Distancée dans ses levées de fonds par Sarah Huckabee Sanders, également candidate à l'investiture républicaine, elle annonce en novembre 2021 la fin de sa campagne, et sa candidature au poste de lieutenant-gouverneur. Elle remporte la primaire républicaine de mai 2022, notamment contre le sénateur d'État Jason Rapert. Elle remporte l'élection générale du 8 novembre contre la démocrate Kelly Krout, pour devenir la première femme lieutenant-gouverneur de l'Arkansas.

## Vie personnelle
Rutledge a rencontré Boyce Johnson, un agriculteur de Marion, lors d'un congrès de l'American Farm Bureau Federation. Ils se sont mariés en décembre 2015,.

## Histoire électorale
| Candidat(e) | Candidat(e)     | 1er tour | 1er tour | 2d tour | 2d tour |
| Candidat(e) | Candidat(e)     | Voix     | %        | Voix    | %       |
| ----------- | --------------- | -------- | -------- | ------- | ------- |
|             | Leslie Rutledge | 79 347   | 47,21    | 43 898  | 58,89   |
|             | David Sterling  | 65 733   | 39,11    | 30 643  | 41,11   |
|             | Patricia Nation | 22 986   | 13,69    |         |         |

| Candidat(e) | Candidat(e)     | Parti        | Voix    | %     |
| ----------- | --------------- | ------------ | ------- | ----- |
|             | Leslie Rutledge | Républicaine | 430 799 | 51,61 |
|             | Nate Steel      | Démocrate    | 360 680 | 43,21 |
|             | Aaron Cash      | Libertarien  | 43 245  | 5,18  |